# 胭脂霸王
《胭脂霸王》（英語：King Rouge），2013年中国大陆播出的民初剧，导演王重光，主演杨紫、赵显宰、李修贤、姜超、王今铎、晨梓妍。2013年2月23日湖南卫视（上午）首播。

## 剧情
该剧通过“雷儿”这个女镖师霸王的塑造讲述了近代镖局的变迁历程。

## 演出
| 演员   | 角色     | 备注 |
| 杨紫   | 雷儿     |      |
| 赵显宰 | 萧武魁   |      |
| 晨梓妍 | 谟娅     |      |
| 王今铎 | 哑狼     |      |
| 李修贤 | 萧定邦   |      |
| 姜超   | 吴克强   |      |
| 梁丽   | 桂姨     |      |
| 郭德纲 | 圆头道人 |      |

## 外部連結
《胭脂霸王》新浪网专题 （页面存档备份，存于）